# Ardeziu
Culoarea (latină ardesiacus) ardezie sau ardeziacă este o culoare cenușie cu o nuanță ușoară albăstruie, asemănătoare cu culoarea surie а ardeziei. Culoarea ardezie are 2 nuanțe principale: cenușiu-albăstruie (latină lazulino-ardesiacus) și cenușiu-închisă sau șistoasă (latină schistaceus).

## Vezi și

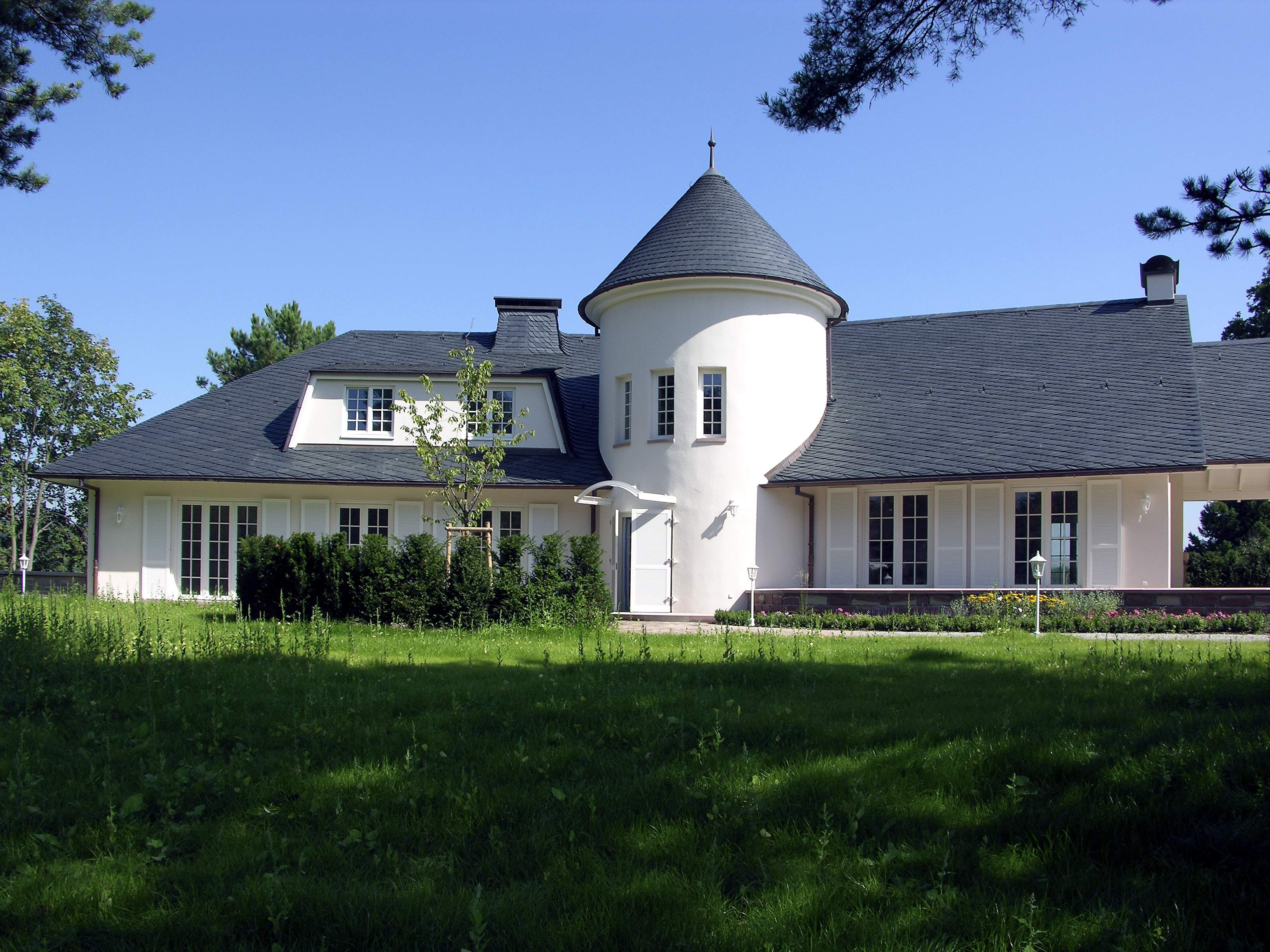
Acoperişul unei case de culoare ardezie
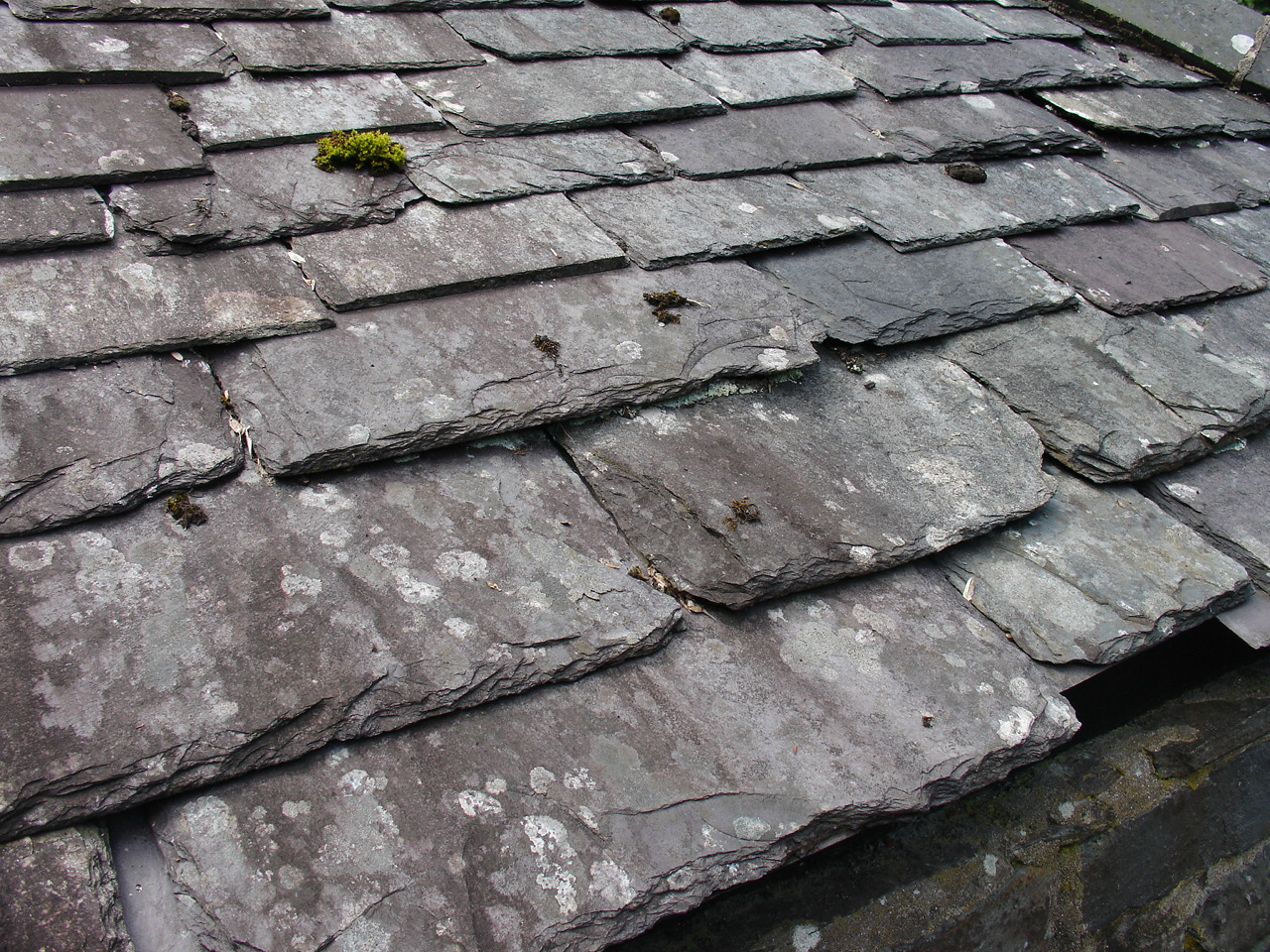
Ţigle ardezii
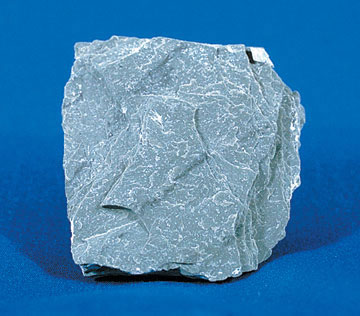
Rocă de ardezie cenuşiu-albăstruie
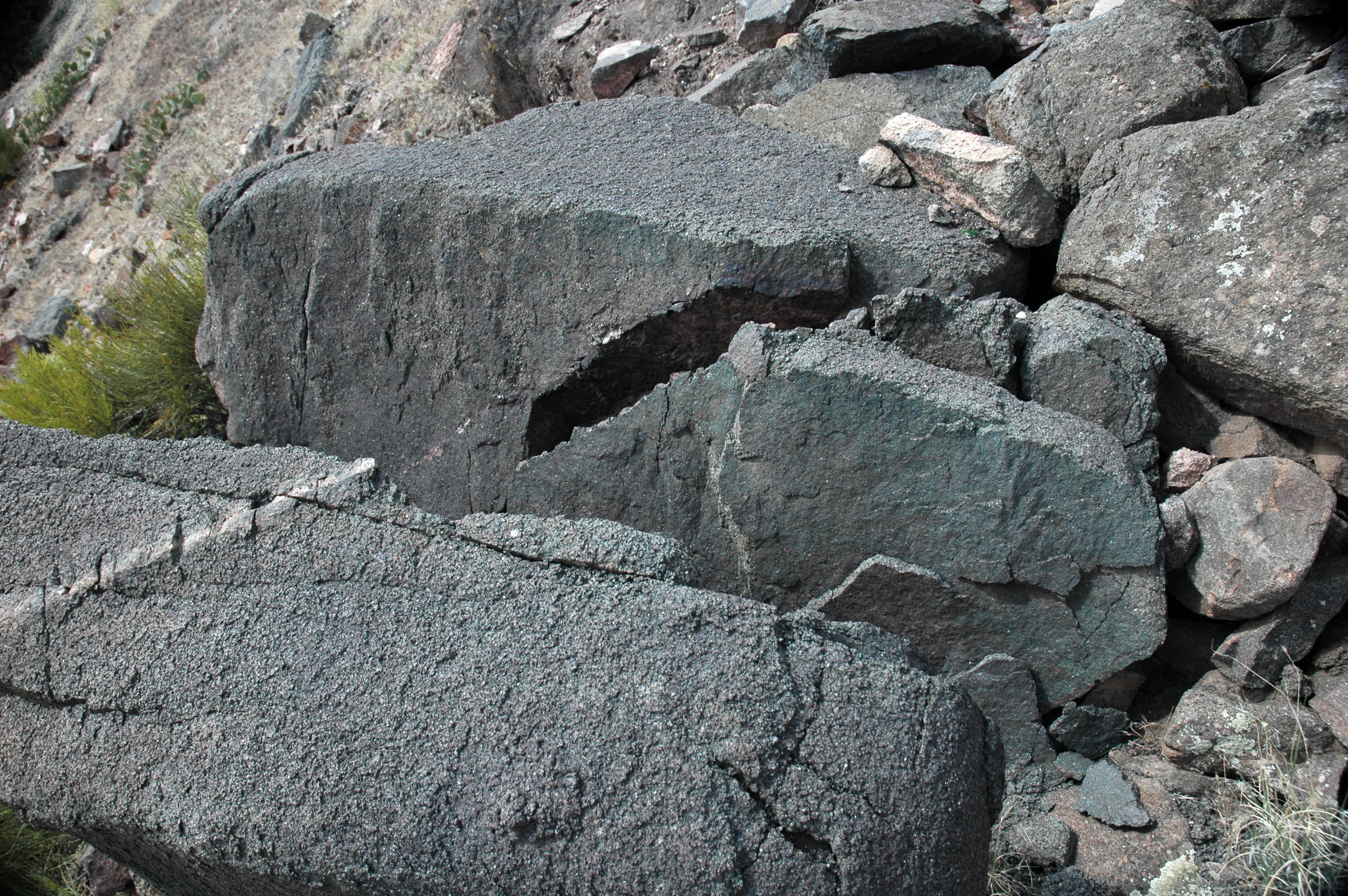
Rocă şistoasă cenuşiu-închisă